# Die Hard Trilogy
Die Hard Trilogy es un videojuego de acción basado en las tres primeras entregas de la serie de películas de acción Die Hard. Presenta tres juegos en uno, cada uno basado en una entrega de película y con un género y estilo de juego diferente. El juego fue bien recibido y finalmente se convertiría en un juego de PlayStation Greatest Hits y PlayStation Platinum. También inspiró una secuela titulada Die Hard Trilogy 2: Viva Las Vegas. La secuela mantuvo los tres estilos de juego diferentes, pero presentó una historia derivada que no estaba relacionada con la serie de películas.

## Jugabilidad

### Die Hard
Die Hard es un shooter en tercera persona. El jugador lucha contra terroristas y rescata a rehenes en la Nakatomi Plaza, que es el escenario de la primera película de la serie.

### Die Hard 2: Die Harder
Die Hard 2: Die Harder se presenta como un disparador sobre rieles, donde el jugador debe detener a los terroristas que se han apoderado de Dulles Aeropuerto de la segunda película.
Los jugadores controlan la mira con un gamepad, una pistola ligera o un mouse. Die Hard Trilogy fue uno de los pocos juegos de armas ligeras disponibles para PlayStation que no era compatible con el controlador GunCon/G-Con 45 de Namco o GunCon 2. Sin embargo, era compatible con la pistola ligera Stunner de Sega para la versión Saturn.

### Die Hard with a Vengeance
En Die Hard with a Vengeance, el jugador da un paseo conduciendo un taxi, un coche deportivo y un volquete por toda la ciudad de Nueva York y tiene la tarea de encontrar y desactivar varios explosivos antes de que puedan estallar.

## Desarrollo
El juego fue desarrollado por un estudio de desarrollo con sede en el Reino Unido, Probe Entertainment. El segmento "Die Hard with a Vengeance" se desarrolló primero y estaba destinado a ser un lanzamiento independiente, pero el editor Fox Interactive insistió en que el juego debería estar más estrechamente vinculado a las películas, lo que llevó a Probe a desarrollar los otros dos segmentos. Probe estaba desarrollando Alien Trilogy al mismo tiempo. Dado que el nuevo propietario de Probe Acclaim Entertainment estaba publicando Alien Trilogy, se dio prioridad a la tecnología y al personal experimentado hacia Alien Trilogy, dejando que Die Hard Trilogy fuera desarrollado por un pequeño equipo de jóvenes programadores y diseñadores que trabajan con los equipos más antiguos de Probe.
Fox Interactive ejerció poco control creativo sobre el proyecto, lo que permitió al equipo de Probe ser desenfrenado e improvisador en sus diseños. El programador principal Simon Pick relató: "No había un diseño real. Lo inventamos sobre la marcha. Sabíamos la sensación general que queríamos y los diversos puntos que queríamos alcanzar en cuanto a jugabilidad. Teníamos un documento de diseño, pero era escrito después del hecho. Implementaríamos una característica y el diseñador la escribiría para enviarla a Fox como una actualización".
El equipo inexperto descubrió que había asumido más de lo que podía manejar cómodamente al prometer tres juegos en uno, lo que los obligó a hacer concesiones técnicas a medida que avanzaban. Inicialmente, el segmento Die Hard 2 del juego se desarrolló con enemigos poligonales, pero luego fueron reemplazados por sprites digitalizados. Para el segmento "Die Hard with a Vengeance", el equipo quería utilizar una recreación auténtica de la ciudad de Nueva York, pero descubrió que al conducir a 200 millas por hora, un modelo preciso de la ciudad parecía demasiado pequeño y limitado. Los modelos más grandes no se podían construir completamente en RAM, por lo que el equipo los dividió en secciones, diseñó un sistema para calcular qué sección cargar a continuación y corrigió los errores resultantes a mano.
Se eligió PlayStation como plataforma principal porque Pick creía firmemente que era el formato más poderoso de la época. En particular, razonó que las versiones de Saturn y PC saldrían mejor si los programadores intentaran emular efectos gráficos impresionantes en una versión existente de PlayStation que si estuvieran diseñando el juego teniendo en cuenta las limitaciones de hardware de Saturn. En una entrevista durante el desarrollo, Pick explicó cómo el equipo pretendía optimizar el juego para Saturn: 

Por el momento en PlayStation, tenemos seis o siete imágenes circulares que parecen hacer que el efecto de destello de la lente, pero tal vez solo tengamos dos o tres en la versión Saturn para mantener alta la velocidad de fotogramas... La velocidad de fotogramas es lo principal. Tenemos un tipo que viene de Sega y que es muy inteligente. Ha escrito un programa que básicamente toma un modelo poligonal y, mientras se renderiza, observa el tamaño de los polígonos; si son muy pequeños dice "no tiene sentido texturizar esto, hagámoslo plano en un solo color", y de esta manera ahorra tiempo al procesador y ayuda a mantener alta la velocidad de fotogramas. Vamos a reducir bastante el detalle de los modelos y reducir la textura para que las carreteras en Saturno probablemente tengan sombras planas, de modo que sea como una carretera gris en lugar de tener texturas.

## Recepción
"Die Hard Trilogy" fue un éxito comercial, con ventas superiores a los 2 millones de unidades en el año 2000. Se convirtió en el lanzamiento de mayor éxito de Probe en términos de ventas en el Reino Unido.
La versión de PlayStation recibió críticas positivas. En junio de 2017, tiene una clasificación del 86% en GameRankings. La mayoría de los críticos consideraron que la alta relación calidad-precio de obtener tres juegos en uno era el punto más fuerte de "Die Hard Trilogy". Algunos incluso afirmaron que ninguno de los tres juegos que lo componen era lo suficientemente bueno como para valerse por sí solo, pero la variedad que ofrece la colección en su conjunto la hace excepcionalmente entretenida. Sin embargo, la mayoría comentó que los tres juegos que lo componen son excepcionales incluso en sus propios términos. Scary Larry de GamePro' presentó una opinión disidente; Si bien elogió mucho la calidad adictiva y los efectos de sonido del juego, argumentó que los tres segmentos son, en última instancia, solo refritos de (respectivamente) Resident Evil, Virtua Cop, y Twisted Metal. La crítica más común fue que el segmento Die Harder requiere la pistola de luz de Konami para ser divertido, ya que el cursor cuando se usa el controlador estándar es lento y difícil de mover. El primer segmento del juego fue particularmente elogiado por su profundo desafío, que requería que los jugadores superaran al enemigo.
Die Hard Trilogy fue finalista de la Computer Game Developers Conference de 1996 como Spotlight Award a "Mejor adaptación de medios lineales", pero perdió el premio ante I Have No Mouth, and I Must Scream. Sin embargo, los editores de Electronic Gaming Monthly lo nombraron Juego de acción del año.
El puerto de Saturn también recibió críticas en su mayoría positivas, aunque a menudo se comparó desfavorablemente con el original de PlayStation. The Rookie de GamePro dijo que los gráficos no son tan nítidos como los de la versión de PlayStation, especialmente en el segmento Die Harder, pero la jugabilidad es lo suficientemente adictiva como para que esto tenga relativamente poca importancia. Josh Smith declaró en GameSpot que los controles lentos y los gráficos deficientes, especialmente en comparación con la versión de PlayStation, hacen que los dos primeros segmentos del juego sean casi injugables, ya que alinear tiros en el tiempo es incómodo y frustrante. Sin embargo, dijo que en el tercer segmento la animación es en realidad mejor que la de la versión de PlayStation, y que el ritmo rápido y el humor negro de este segmento hacen que valga la pena comprar "Die Hard Trilogy" por sí solo. Paul Glancey de Sega Saturn Magazine resumió: "A menudo, cuando ves compilaciones como esta, hay... una sección que se destaca como en la que los programadores pensaron primero y en la que prodigaron mayor atención, pero Las tres secciones de Die Hard Trilogy tienen una buena dosis de emoción, excelentes imágenes e ideas inteligentes".
En Alemania, el juego fue prohibido debido a su extrema violencia, especialmente al poder conducir entre personas inofensivas con sangre derramanda por todo el parabrisas.